# Millican
Millican é uma cidade  localizada no estado norte-americano de Texas, no Condado de Brazos.

## Demografia
Segundo o censo norte-americano de 2000, a sua população era de 108 habitantes.
Em 2006, foi estimada uma população de 101, um decréscimo de 7 (-6.5%).

## Geografia
De acordo com o United States Census Bureau tem uma área de
10,4 km², dos quais 10,4 km² cobertos por terra e 0,0 km² cobertos por água. Millican localiza-se a aproximadamente 64 m acima do nível do mar.

## Localidades na vizinhança
O diagrama seguinte representa as localidades num raio de 28 km ao redor de Millican.